# Iñaki Peña
Ignacio Peña Sotorres (Alicante, 2 maart 1999) is een Spaans voetballer die als doelman speelt voor FC Barcelona. Hij stroomde door vanuit de jeugdopleiding van FC Barcelona.

## Clubcarrière
Peña begon zijn carrière bij Alicante CF in 2004, hij was toen slechts 5 jaar oud. Op 9-jarige leeftijd vertrok hij naar de jeugdopleiding van Villarreal CF. Na slechts 3 maanden bij de club te hebben gezeten vertrok hij naar La Masia de jeugdopleiding van FC Barcelona. Op 16 april 2018 verlengde Peña zijn contract bij de club voor 3 jaar met een optie voor nog 2 jaar. Hij mocht vanaf toen voor FC Barcelona B spelen. Hier maakte hij zijn debuut op 6 oktober 2018 in een wedstrijd die werd gelijk gespeeld tegen CD Atlético Baleares. De wedstrijd eindigde uiteindelijk in 1–1. Op 30 oktober 2018 werd Peña voor het eerst opgeroepen voor het eerste elftal. Tijdens een wedstrijd tegen met Cultural Leonesa in de Copa del Rey als back-up voor Jasper Cillessen. Hij werd ook gebruikt als vervanger van Jasper Cillesen, terwijl Marc-André ter Stegen geblesseerd was. Tijdens het seizoen 2019/20 verving hij vaak tweede doelman Neto. In oktober 2020 bekrachtigde Peña en de club de optie in zijn contract, zodoende werd het contract met nog 2 jaar verlengd. In januari 2022 vetrok hij op leenbasis naar Galatasaray SK. Op 10 maart 2022 speelde hij met Galatasaray in Camp Nou tegen FC Barcelona in de Europa League. Na een seizoen in Turkije keerde hij terug bij de Catalanen. Hij debuteerde uiteindelijk in een wedstrijd in de UEFA Champions League tegen Viktoria Plzeň dat eindigde in een 4-2 winst voor Barça .

## Interlandcarrière
Peña vertegenwoordigde Spanje in de onder 16, onder 17, onder 18 en onder 19, met een totaal van 28 wedstrijden. Hij was de eerste doelman de 2016 UEFA European Under-17 Championship.

## Erelijst
| Competitie          | Aantal       | Jaren            |
| FC Barcelona        | FC Barcelona | FC Barcelona     |
| ------------------- | ------------ | ---------------- |
| Supercopa de España | 2×           | 2022/23, 2024/25 |
| Copa del Rey        | 2×           | 2020/21, 2024/25 |
| Primera División    | 1×           | 2022/23          |